# Buñuel e la tavola di re Salomone
Buñuel e la tavola di re Salomone (Buñuel y la mesa del rey Salomón) è un film del 2001 scritto e diretto da Carlos Saura.

## Trama
L'anziano regista Luis Buñuel pranza con uno studioso di esoterismo che gli racconta della Tavola di re Salomone, un misterioso manufatto che consentirebbe di avere la visione di tutte le generazioni umane da Adamo al giorno del giudizio, e che sarebbe stato portato prima dagli antichi Romani a Roma e poi dai Visigoti a Toledo, dove si troverebbe ancor oggi. Stimolato da questo argomento, Buñuel inizia a scrivere una sceneggiatura nella quale, nell'anno 2002, delle versioni giovanili di sé stesso e dei suoi amici Salvador Dalí e Federico García Lorca si trovano a Toledo in cerca della tavola.
Si vedono dunque i tre intellettuali spagnoli, con l'aspetto che avevano negli anni Venti, seduti ad un caffè della città castigliana in epoca contemporanea, mentre discutono di un film la cui produzione coinvolgerebbe tutti e tre. Buñuel, in cerca di spunti, entra nella bottega di un antiquario marocchino la cui nipote, Fátima, gli mostra delle riprese di diversi personaggi che si aggirano in città e con cui potrebbero avere a che fare nei giorni successivi; ella lo esorta a stare in guardia e a non sottovalutare le insidie che potrebbero venire da loro. Uno di questi, il vescovo di rito mozarabico Abilio Avendaño, è poi incontrato dai tre e per primo insinua che siano in città per cercare la Tavola di re Salomone. Altri incontri si susseguono per le vie e i cortili di Toledo: un critico cinematografico, fuggito dal manicomio, che attacca Buñuel con veemenza, l'affascinante guida turistica Ana María de Zayas, un mendicante cieco che ricorda loro l'Ebreo errante e un rabbino al quale chiedono informazioni sulla Tavola. Questi legge loro alcuni passi del libro dello Zohar, che sono incredibilmente simili ad alcuni versi composti da García Lorca. Ormai decisi a venire a capo del mistero, i tre rincontrano il vescovo, che li avverte sui pericoli ai quali andrebbero incontro, previa una non meglio specificata "purificazione". Il regista intuisce che si apprestano per loro delle prove individuali, così fa in modo che il gruppo si separi. Buñuel entra in un ambiente oscuro nel quale trova, nuda sopra un letto, Ana Maria che l'invita ad un amplesso. Dalí ode la voce del defunto padre che lo rimprovera per la sua decisione di dedicarsi all'arte. García Lorca giunge in un cortile da dove due aitanti giovani lo invitano a seguirli in un locale dove si balla in flamenco.
Mentre infuria un temporale i tre amici si riuniscono nella loro camera d'albergo, quindi un messo li conduce dal vescovo, vestito con i paramenti liturgici, che stante la loro decisione li esorta fino alla fine del loro percorso; con lui ci sono anche il rabbino e un notabile musulmano. Buñuel, Dalí e García Lorca si addentrano per cunicoli sotterranei trovandosi faccia a faccia con le materializzazioni di alcune delle loro fantasie. Ad un certo punto giungono in una grande aula nella quale si trova un enorme idolo molto simile al robot di Metropolis, che si mette a camminare verso di loro e li stordisce col suo sguardo influocato; riavutisi, riprendono il cammino e, superando una cortina di liane, giungono infine al luogo dov'è conservata la Tavola. Dalí vede il proprio avvenire di artista ricco e idolatrato, García Lorca la propria fucilazione durante la Guerra civile spagnola e Buñuel le devastazioni della Seconda guerra mondiale.

## Distribuzione
Il film è uscito in Spagna il 9 novembre 2001.

## Citazioni
- L'idolo semovente che Buñuel, Dalí e García Lorca incontrano nei sotterranei di Toledo è una versione in scala molto più grande della parte metallica del robot di Maria nel film di Fritz Lang Metropolis.
- Sono presenti diverse citazioni a famosi dipinti dell'arte spagnola: la scena del temporale su Toledo ricorda il dipinto Temporale su Toledo di El Greco; il sogno descritto da Dalí è tratto dal suo dipinto Dalí a sei anni quando pensò di essere una bambina che sollevava il pelo dell'acqua per vedere il cano che dormiva nelle profondità del mare, citato anche nella locandina originale.
- Diversi film diretti da Luis Buñuel, tra i quali Un chien andalou, L'âge d'or, Viridiana sono nominati nella pellicola.

## Riconoscimenti
- 2001 - Festival internazionale del cinema di San Sebastián
  - Nomination Concha de Oro per Buñuel e la tavola di re Salomone
- 2002 - Premio Goya
  - Migliori effetti speciali a Reyes Abades, José María Aragonés, Carlos Martinez, Ana Núñez e Antonio Ojeda
  - Nomination Miglior trucco e acconciatura a Concha Martí e Ruth García